# La Tierra es azul como una naranja

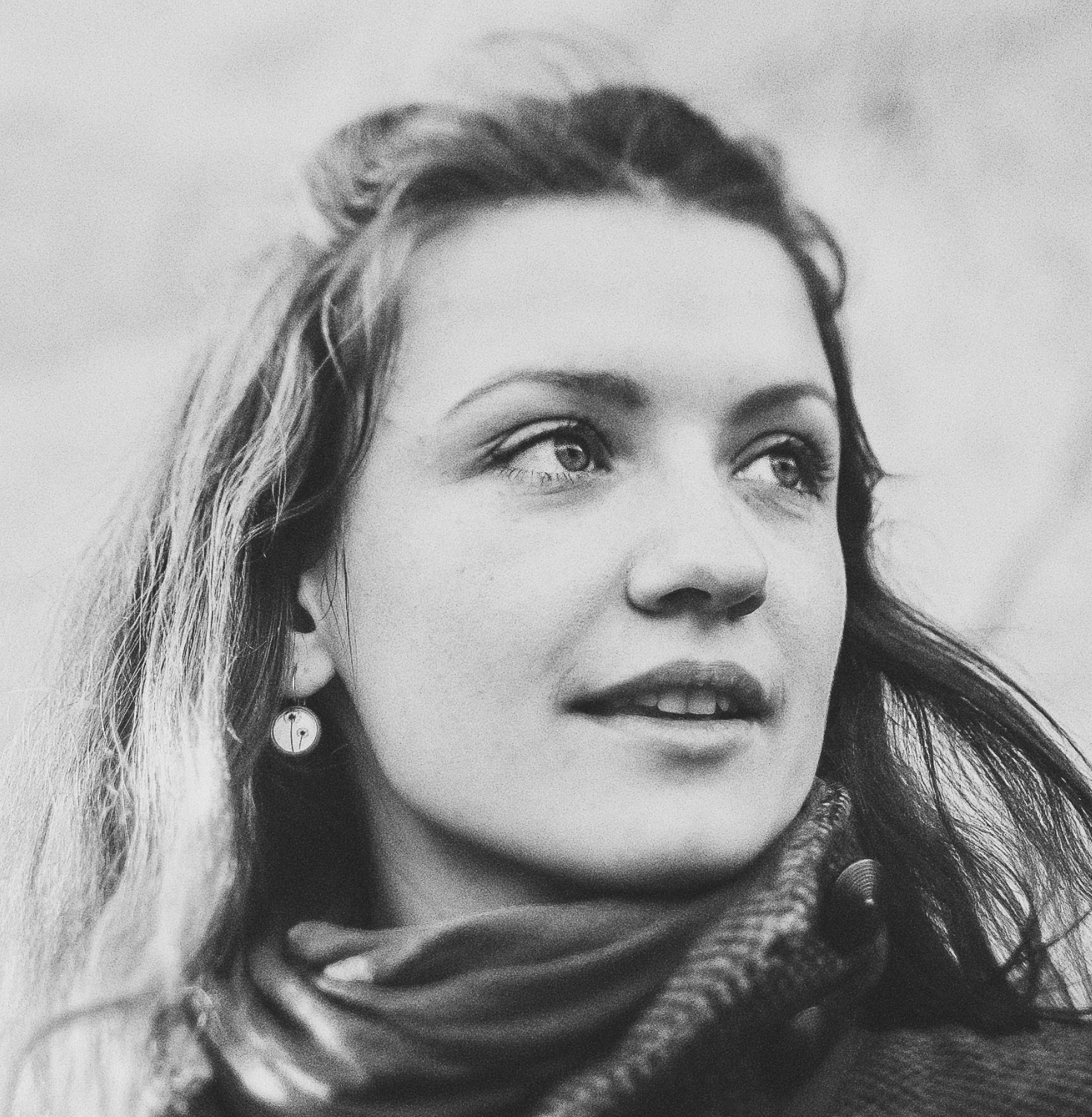
Iryna Tsilyk, directora de cine ucraniana

The Earth Is Blue as an Orange (La Tierra es azul como una naranja) es un documental sobre la vida en una zona de guerra, es de 2020  y está dirigido y escrito por la directora de cine ucraniana Iryna Tsilyk, quien ganó el premio a la dirección en la categoría "Documental de cine mundial" por la película en el Festival de Cine de Sundance de 2020.

## Sinopsis
La madre soltera Hanna y sus cuatro hijos viven en la zona de guerra, en primera línea de Donbas, Ucrania. Mientras en el mundo exterior todo son bombardeos y caos, la familia logra mantener su hogar como un refugio seguro, lleno de vida y lleno de luz. Toda la familia tiene pasión por el cine, así que filman una película inspirada en su propia vida durante una época de guerra. El proceso creativo plantea la pregunta de qué tipo de poder podría tener el mundo mágico del cine en tiempos de desastre. ¿Cómo imaginar la guerra a través de la ficción? Para Hanna y los niños, transformar el trauma en una obra de arte es la mejor manera de seguir siendo humanos.

## Producción
La película está producida por Anna Kapustina ("Albatros Communicos", Ucrania) y Giedrė Žickytė ("Moonmakers", Lituania) con el apoyo de la Agencia Estatal de Cine de Ucrania, el Centro de Cine de Lituania, IDFA Bertha Fund (Países Bajos).

## Estreno
Fue seleccionado para el programa oficial del Festival Internacional de Cine de Berlín 2020 (Generación 14+), el Festival Internacional de Cine Documental de Ámsterdam 2020 (Best of Fests), Selección de Documentales de la Academia de Cine Europeo 2020, 2020 Hot Docs Canadian International Documentary Festival, 2020 Copenhagen International Documentary Film Festival, 2020 Thessaloniki Documentary Festival, 2020 Adelaide Film Festival  y más de 100 otros festivales internacionales de cine.

## Protagonistas
- Myroslava Trofymchuk
- Hanna Gladka
- Stanislav Gladki
- Anastasiia Trofymchuk
- Vladyslav Trofymchuk

## Crítica
Guy Lodge, escribiendo para Variety, señaló que "es una inversión adecuada para un documental en el que los roles de cineasta, espectador y sujeto están tan inextricablemente fusionados como la vida y el arte". Amber Wilkinson de Screen International escribió: "Iryna Tsilyk ofrece una visión familiar íntima y sorprendentemente juguetona de la vida en la zona de guerra de Ucrania en su documental debut, que se centra en el clan Trofymchuk-Gladky".

## Premios y nominaciones
- Premio de Dirección: Documental de Cine Mundial del Festival de Cine de Sundance 2020, EE. UU. 2020
- Premio a la Mejor Fotografía de los Premios de la Asociación Internacional de Documentales 2020, EE. UU.
- Premio Spotlight de Cinema Eye Honors, EE. UU. 2021
- Concurso de Documentales Gran Premio del Jurado del Festival Internacional de Cine de Seattle, EE. UU. 2021
- Gran Premio ZIFF de Zinebi - Festival Internacional de Cine Documental y Cortometraje de Bilbao, España 2020
- Gran Premio del festival de cine Millenium Docs Against Gravity, Polonia 2020
- DOCU/Premio mundial de Docudays UA Festival Internacional de Cine Documental sobre Derechos Humanos, Ucrania 2020
- Premio DOCU/Ucrania del Festival Internacional de Cine Documental sobre Derechos Humanos Docudays UA, Ucrania 2020
- Premio a la mejor fotografía del festival de cine Millenium Docs Against Gravity, Polonia 2020
- Premio Especial del Jurado de Artdocfest /Riga, Letonia 2021
- Premio a la Mejor Película Documental de los Críticos de Cine de Ucrania "Kinokolo", Ucrania 2020
- Mejor Debut (Premia Hera "Nuovi Talenti") del Biografilm Festival, Italia 2020
- Mejor documental sobre derechos humanos de Dokufest, Kosovo 2020
- Mejor Película Documental del Festival de Cine de Five Lakes, Alemania 2020
- Premio del Jurado a Mejor Película de Al Este Festival de Cine Perú, 2020
- Premio del Jurado de Prensa a Mejor película de Al Este Festival de Cine Perú, 2020
- Premio DoXX del Festival de Cine de Tallgrass, EE. UU. 2020
- Bydgoszcz ART. Premio DOC, Polonia 2020
- Premio especial "Movies That Matter" de ZagrebDox, Croacia 2021
- "Mejor película documental" de los premios Golden Dzyga, Ucrania 2021
- "Mejor película Documental" de MajorDocs, España 2021
- "Mejor película de coproducción del año" del Premio Nacional de Cine de Lituania "Sidabrinė gervė", 2022
- Mención especial: Concurso internacional de Underhill Fest, Montenegro 2020
- Mención Especial del Jurado: de CineDOC Tbilisi, Georgia 2020
- Mención especial: categoría Mañana diferente en el Festival Internacional de Cine de Reykjavik, Islandia 2020
- Mención Especial del Jurado: Festival de Cine de Zúrich, Suiza 2020
- Mención especial: Premio de Cine de Derechos Humanos del Festival de Cine de Verzio, Hungría 2020
- Mención especial: Minsk IFF Listapad, Bielorrusia 2020
- Mención Especial del Jurado: Premiers Plans - Angers Film Festival, Francia 2021

## Reseñas
- Reseña de The Earth Is Blue As an Orange: un documental sutil cuenta la historia de guerra de una familia ucraniana. Phil Hoad, El Guardián
- La tierra es azul como una naranja: Reseña de la película. Guy Lodge, Variedad
- La tierra es azul como una naranja: revisión de CPH:DOX. Amber Wilkinson, pantalla internacional
- El naranja es el nuevo azul: Reseña de cine. Zoe Aiano, EEFB
- La tierra es azul como una naranja: Reseña de cine, alemán. Lida Bach, Moviebreak
- El poder curativo del cine: Reseña de Cine. Lauren Wissot, Revisión de tiempos modernos